# Международная федерация футбольной истории и статистики
Международная федерация футбольной истории и статистики (МФФИИС) (англ. International Federation of Football History & Statistics — IFFHS) — организация, ведущая хронику истории футбола. Она была основана 27 марта 1984 года в Лейпциге доктором Альфредо В. Пёге. В настоящее время базируется в Бонне, Германия.
ФИФА признаёт данную организацию как орган, ведущий летопись мирового футбола. Тем не менее формально IFFHS не связана с официальными футбольными структурами (ФИФА и входящими в её состав федерациями). Рейтинги данной организации составляются по непрозрачной методике и противоречат рейтингам континентальных федераций, в связи с чем авторитетность IFFHS подвергается сомнению рядом экспертов.

## Ранжирование клубов
С 1991 года организация занимается ежемесячным ранжированием клубов. Ранжирование учитывает результаты континентальных и межконтинентальных соревнований, матчи национальных чемпионатов и национальных кубков, начиная с 1/16 финала.
Все страны разделены на 4 категории, основанной на силе национальной лиги: клубы самых сильных лиг получают 4 очка за каждый выигранный матч, 2 очка за ничью и 0 очков за проигрыш; клубы второй категории получают 3 очка за победу, 1,5 за ничью и 0 за поражение.
На континентальных соревнованиях все клубы получают одинаковое количество очков, независимо от стадии турнира и силы лиги, которую представляет клуб. Однако Лига Чемпионов и Кубок Либертадорес приносят больше очков чем Лига Европы и Южноамериканский кубок. Для клубов Океании, Азии, Северной Америки и Африки количество очков значительно ниже, чем у Европы и Южной Америки. Межконтинентальные соревнования оцениваются в зависимости от важности турнира, матчи не организованные континентальной федерацией и не признанные ФИФА не учитываются.

## Лидеры на конец года
| Год  | Клуб               | Рейтинг |
| ---- | ------------------ | ------- |
| 1991 | Рома               | 349     |
| 1992 | Аякс               | 358     |
| 1993 | Ювентус            | 372     |
| 1994 | Пари Сен-Жермен    | 334     |
| 1995 | Милан              | 367     |
| 1996 | Ювентус            | 335     |
| 1997 | Барселона          | 307     |
| 1998 | Интернационале     | 326     |
| 1999 | Манчестер Юнайтед  | 492     |
| 2000 | Реал Мадрид        | 327     |
| 2001 | Ливерпуль          | 358     |
| 2002 | Реал Мадрид        | 312     |
| 2003 | Милан              | 295     |
| 2004 | Валенсия           | 274     |
| 2005 | Ливерпуль          | 317     |
| 2006 | Севилья            | 295     |
| 2007 | Севилья            | 306     |
| 2008 | Манчестер Юнайтед  | 292     |
| 2009 | Барселона          | 341     |
| 2010 | Интернационале     | 300     |
| 2011 | Барселона          | 367     |
| 2012 | Барселона          | 307     |
| 2013 | Бавария            | 360     |
| 2014 | Реал Мадрид        | 384     |
| 2015 | Барселона          | 379     |
| 2016 | Атлетико Насьональ | 383     |
| 2017 | Реал Мадрид        | 328     |
| 2018 | Атлетико Мадрид    | 289     |
| 2019 | Ливерпуль          | 316     |
| 2020 | Бавария            | 260     |
| 2021 | Палмейрас          | 322     |
| 2022 | Фламенго           | 299     |
| 2023 | Манчестер Сити     | 359     |
| 2024 | Реал Мадрид        | 441     |

## Критика
Деятельность организации критикуется рядом специалистов. Так, футбольный эксперт и профессор Кёльнского университета Карл Леннарц подвергает сомнению компетентность главы организации Альфредо Пёге и называет «сомнительными» различные рейтинги, которые составляет данная структура. Леннарц сообщил: «Все эти рейтинги невразумительны. Это просто личная точка зрения Альфредо Пёге. IFFHS — шоу одного человека». Немецкий журнал Spiegel назвал IFFHS «сомнительной конторой, которой управляет безумный фанатик». Исполнительный директор РФПЛ Сергей Чебан отмечал, что данные организации имеют недостатки. Автором всех подсчётов и рейтингов считают самого Альфредо Пёге.
Deutsche Presse-Agentur (DPA), крупнейшее информационное агентство Германии, отказывается публиковать новости с использованием «статистики» МФФИИС, так как не признаёт её авторитетным источником информации.
Альфредо Пёге умер в 2013 году. После этого организация возобновила свою деятельность.